# Ruth Westheimer
Karola Ruth Siegel, conocida como Ruth Westheimer, (Wiesenfeld, República de Weimar, 4 de junio de 1928-Nueva York, 12 de julio de 2024) fue una socióloga, terapeuta sexual y escritora germano-estadounidense conocida por el seudónimo de Dra. Ruth.

## Biografía
Cuando los nazis llegaron al poder en 1933, las SS detuvieron a su padre y el resto de la familia se vio forzado a escapar de Alemania. 
Ingresó en una escuela suiza de acogida de muchachas judías refugiadas y nunca volvió a ver a su familia, se cree que fallecieron en el Campo de concentración de Auschwitz.
Recibió un trato despectivo y se vio forzada a trabajar como criada para otras muchachas judías suizas. 
Después de la guerra, emigró con algunos de sus amigos a Palestina y cambió su nombre a Ruth. Se unió a la Haganah, movimiento clandestino que luchaba por la creación de un Estado judío.
El 14 de mayo de 1948, Israel declaró su independencia y el 4 de junio, cumpleaños de Ruth, fue alcanzada por una bomba que estalló en el kibbutz donde vivía, dañándole uno de sus pies. Contrajo matrimonio en 1950, con un soldado israelí de su kibbutz. 
Se trasladaron a París, en donde estudió psicología en la Sorbonne y su marido medicina. Tras cinco años de matrimonio, se separaron y su marido regresó a Israel. 
Emigró a los EE. UU. en 1956 en donde obtuvo un master en sociología. Estudió la sexualidad humana junto al Dra. Helen Singer-Kaplan en el New York Hospital-Cornell University Medical Center. 
Es pionera en lo que los estadounidenses llaman "Media Psychology" con un programa de radio titulado Sexually Speaking que comenzó en septiembre de 1980 y es parte de una red de comunicaciones que dirige también en televisión, libros, periódicos, juegos, vídeo y software.
Se la ha honrado como "Madre del año". En 2002, recibió la medalla Leo Baeck por su labor humanitaria. 
Westheimer se casó en tres ocasiones. Su hija  Miriam es de su segundo marido, que fue adoptada por su tercer marido, Manfred Westheimer con quien tuvo a su segundo hijo, Joel.

## Publicaciones
- Gero von Boehm: Ruth Westheimer. 2. September 1986. Collection Rolf Heyne, München 2012, ISBN 978-3-89910-443-1, S.134-140
- Alfred A. Häsler: Die Geschichte der Karola Siegel. Ein Bericht.  Berna 1976, ISBN 3-7165-0082-8
- Margaret M. Scariano: Dr. Ruth Westheimer. Enslow, Hillside (New Jersey) 1992, ISBN 0-89490-333-0
- Ruth K. Westheimer, Pierre A. Lehu. 2007. Sex For Dummies [3rd ed]. Wiley, ISBN 9780470045237